# Auxo
Auxo (altgriechisch Αὐξώ Auxṓ, von αὔξησις aúxēsis, deutsch ‚Wachstum‘) ist eine der Horen der griechischen Mythologie.
Sie wird bei Hyginus in einer Liste der Horen als Tochter des Zeus und der Themis genannt.